# Neue Galerie
La Neue Galerie és una galeria d'art novaiorquesa situada en la 5a avinguda a l'altura del carrer 86, dintre de l'anomenada "Milla dels Museus". Està dedicada a l'art alemany i austríac. L'estiu de 2006 la galeria va adquirir l'aclamat quadre de Gustav Klimt Adele Bloch-Bauer I, una joia espoliada pels nazis l'any 1938.